# Воспоминания солдата
«Воспоминания солдата» (нем. Erinnerungen eines Soldaten, 1951) — мемуары бывшего генерал-полковника танковых войск нацистской Германии Хайнца Гудериана.
На русский язык впервые переведены в 1954 году (Москва, Воениздат). При этом цензура удалила некоторые фрагменты, в частности, информацию о немецкой танковой школе под Казанью.
В автобиографическом произведении Гудериан рассказывает о развитии танковых войск Германии, а также о событиях 1939—1945 годов: польская кампания, западная кампания, кампания в России, взаимоотношения с Гитлером.

## Содержание

### Возникновение танковых войск Германии
В 1922 году Гудериан начал служить в немецком Генштабе, где ему было поручено заниматься вопросами автомобильных войск. Изучая проблему перевозки войск на автомобилях, Гудериан пришёл к выводу, что для этого необходимо эффективное охранение бронетанковыми средствами. В своей работе Гудериан сталкивался с тем, что часть командования препятствовала развитию танковых подразделений.
В 1929 году Гудериан пришёл к заключению, что танки не должны придаваться пехоте, а следует формировать танковые дивизии, обеспеченные соответствующими службами. В 1932 году были проведены танковые учения. В 1935 году сформированы три танковые дивизии.

### Аншлюси присоединение Судет
Во главе 2-й танковой дивизии Гудериан вошёл на территорию Австрии. По его словам, население с воодушевлением встречало немецкие войска. В октябре 1938 года была присоединена Судетская область. Гудериан сочувствует судетским немцам, жившим, по его словам, под «национальным гнётом».

### Польская кампания
Гудериан описывает сентябрьские сражения во время польской кампании в 1939 году, отметив случай, когда польская кавалерийская дивизия с холодным оружием атаковала танки, понеся тяжёлые потери. 5 сентября корпус посетил Гитлер, в беседе с ним Гудериан выразил пожелание об увеличении производства танков T-III и Т-IV, а также усовершенствовании их конструкции. Он указал Гитлеру, что сравнительно низкие потери немецких войск объясняются высокой эффективностью танков.
17 сентября был взят Брест. С востока на территорию Польши вступили советские войска, которым по договорённости была передана Брестская крепость, о чём Гудериан сожалеет. Церемония передачи, на которой также присутствовал комбриг Семён Кривошеин, закончилась снятием с флагштока немецкого флага и подъемом советского.

### Кампания в СССР
Гудериан очень подробно объяснил, что Гитлер считал войну с Советским Союзом превентивной войной в связи с советской угрозой: "14 июня [1941 года] Гитлер собрал в Берлине всех командующих группами армий, армиями и танковыми группами, чтобы обосновать свое решение о нападении на Россию и выслушать доклады о завершении подготовки. Он сказал, что не может разгромить Англию. Поэтому, чтобы прийти к миру, он должен добиться победоносного окончания войны на материке. Чтобы создать себе неуязвимое положение на Европейском материке, надо разбить Россию. Подробно изложенные им причины, вынудившие его на превентивную войну с Россией, были неубедительны. Ссылка на обострение международного положения вследствие захвата немцами Балкан, на вмешательство русских в дела Финляндии, на оккупацию русскими пограничных балтийских государств так же мало могла оправдать столь ответственное решение, как не могли его оправдать идеологические основы национал-социалистского учения и некоторые сведения о военных приготовлениях русских". По словам Гудериана, он выступал против нападения на СССР. По его мнению, Гитлер недооценил военную мощь противника, возможности промышленности и прочность государственной системы. При этом он выражает сожаление, что в начале войны на восточном направлении было использовано всего 145 дивизий, считая, что 35 дивизий для запада и 12 для Норвегии — слишком много, и часть из них следовало направить против СССР.
Гудериан характеризует как «строгие» приказ об отмене применения уголовных законов к военнослужащим, виновным в убийствах гражданского населения и военнопленных, а также приказ об обязательном уничтожении евреев, коммунистов и политработников Красной Армии. Гудериан утверждает, что он отказался выполнять «приказ о комиссарах». Однако, по словам Арона Шнеера, данное утверждение является ложным. Шнеер, ссылаясь на архив Яд ва-Шем, приводит приказ Гудериана в июне 1941 года:
Неоправданная гуманность по отношению к коммунистам и евреям неуместна. Их следует беспощадно расстреливать
Гудериан пишет, что он был сторонником скорейшего наступления на Москву, а не на Киев. 23 августа 1941 года на совещании у Гитлера Гудериан изложил свои аргументы: силы противника находятся на грани поражения, захват московского транспортного узла затруднит переброску русских войск, падение столицы крайне отрицательно повлияет на моральный дух русского народа, передышка даст возможность русским укрепить оборону и подтянуть резервы из Сибири, возможно ухудшение погоды, наступление на Киев требует переброски войск, что повлечёт износ материальной части танков. Однако Гитлер приказал наступать на Киев, это решение Гудериан считает крупной ошибкой.

## Доклад 9.3.43 г. в Виннице
Г. Гудериан отмечает, что он «разработал проект новых штатов военного времени для танковых дивизий и моторизованных частей, входивших в состав этих дивизий, на 1943 г. и, насколько можно было предвидеть, на 1944 г». С докладом генерал-инспектор 9.3.43 г. вылетел в Винницу, где был «неприятно удивлен, увидев такое множество людей». Автор приводит конспект доклада (нем. «Vortragsnotiz»), так как по его словам «его содержание характерно для многих моих бесед с Гитлером, имевших место впоследствии».

### Конспект доклада 9.3.43 г.
Пункт 1. Задача на 1943 г. состоит в том, чтобы создать некоторое количество полностью боеспособных танковых дивизий для проведения наступления с ограниченными целями. 
- В 1944 г. мы должны быть в состоянии вести наступление крупного масштаба. Полностью боеспособной танковая дивизия считается в том случае, когда число ее танков находится в соответствующей пропорции к остальным боевым средствам и машинам.
- Немецкая танковая дивизия состоит из четырех батальонов и насчитывает 400 танков. Если число танков станет значительно меньше 400, то обслуживающий аппарат (количество людей и колесных машин) не будет соответствовать подлинной ударной силе дивизии. К сожалению, в настоящее время у нас нет уже ни одной, полностью боеспособной танковой дивизии.
- Однако успех боевых действий, как этого года, так и последующих лет зависит от того, удастся ли нам снова создать такие соединения. Если нам удастся разрешить эту задачу, то мы во взаимодействии с военно-воздушными силами и подводным морским флотом одержим победу. Если не удастся, то наземная война станет затяжной и дорогостоящей.
- Речь идет о том, чтобы немедленно создать полностью боеспособные танковые дивизии, при этом лучше иметь немного полноценных дивизий вместо большого количества плохо оснащенных соединений. Последние требуют для оснащения несоразмерно много автомашин, расходуют много горючего и живой силы без должного эффекта, затрудняют управление и снабжение и создают на дорогах заторы.

Пункты 2. и 3. Далее в п. 2 и 3 Х. Гудериан предлагает штатное расписание на соответственно 1943 (схема 1) и 1944 (схема 2) годы; констатирует, что «в настоящее время на вооружение поступает только танк T-IV», и говорит о необходимости «ежемесячно формировать или полностью вооружать один танковый батальон». * По новым танкам: «1943 г. можно рассчитывать на формирование небольшого количества танковых батальонов, вооруженных танками „пантера“ и „тигр“», причём относительно танков «пантера» — «не следовало бы использовать на фронтах до июля- августа».
- По лёгким САУ: «обеспечить формирование одного дивизиона легких самоходных орудий в месяц с включением этих дивизионов в состав танковых дивизий до тех пор, пока не будет налажено производство танков в таком количестве, которое полностью удовлетворило бы потребности танковых дивизий в танках».
- По танкам Т-IV: «в течение 1944—1945 гг. следует усиленно продолжать производство танков Т-IV, не сокращая при этом выпуск танков „пантера“ и „тигр“».
- На 1944 г. Гудериан  предлагает «схему 2» штатного расписания, предполагающую «в отличие от схемы 1, требование, относящееся только к танкам: доведение танкового полка до бригады четырехбатальонного состава».

Пункт 4. Увеличение выпуска танков T-IV, «пантера» и «тигр», создание «основы для продолжительной службы отдельного танка». 
- Для чего отмечена необходимость «довести до конца новые конструкции („пантера“)», «улучшить обучение экипажей» и др.

Пункт 5. Успех в бою: «только большой концентрацией всех танковых сил и средств в решающем районе на танкодоступной местности и сохранением момента внезапности…».
- Предлагается «держать в резерве новую материальную часть (то есть в настоящее время танки „тигр“ и „пантера“, а также тяжелые самоходные орудия) до тех пор, пока мы не будем иметь этой техники в количестве, обеспечивающем успех решающего внезапного удара; преждевременное рассекречивание новой техники может привести к тому, что уже в следующем году мы встретим эффективную оборону противника, против которой за такой короткий срок нам нечего будет противопоставить».
- Отмечена необходимость «отказаться от новых формирований» и делается «вывод о необходимости снять с фронта большое количество танковых дивизий и направить их в тыл на пополнение».

Пункт 6. Противотанковая оборона: «становится главной задачей самоходных орудий, так как другие противотанковые средства недостаточно эффективны в борьбе с новыми танками противника и несут слишком большие потери».
- По новым тяжелым самоходным орудиям: «следует использовать только на главных фронтах и для выполнения особых задач. Именно они являются в первую очередь противотанковым средством».

Пункт 7. Танковые разведывательные батальоны - «превратились в пасынков танковых дивизий». 
- Отмечается, что «если мы в 1944 г. снова предпримем наступление большого масштаба, ...то нам необходимо иметь эффективную наземную разведку». Необходимо: «достаточное количество легких однотонных бронетранспортеров (находятся в производстве и уже выпускаются)», а также «бронеавтомобиль с большой скоростью передвижения (60-70 км/час), надежной броней и хорошим вооружением».

Пункт 8. По оснащению моторизованных частей танковых дивизий: «необходимо продолжать выпуск 3-тонных бронетранспортеров и наладить их серийное производство».
- Также этими машинами «должны быть обеспечены инженерные части и части связи танковых войск».

Пункт 9. Артиллерия танковых и моторизованных дивизий - «уже 10 лет получает в достаточном количестве надежные самоходные орудия». 
- Предполагается, что «танки новой конструкции не могут быть использованы артиллерийскими наблюдателями».

Пункт 10. Просьба дать «принципиальное решение следующих вопросов».
- Утвердить "проект организации штаба генерал-инспектора танковых войск", а также «утвердить штатное расписание организации войск военного времени».
- Подчинить «всю самоходную артиллерию генерал-инспектору танковых войск».
- Отказаться от «новых формирований танковых и моторизованных дивизий в сухопутных войсках и в войсках СС, ввести в существующих дивизиях, а также в дивизии „Герман Геринг“ новое штатное расписание военного времени».
- Продолжать выпуск «танков Т-IV в 1944—1945 гг», также «сконструировать бронеавтомобиль хотя бы на основе имеющихся конструкций».
- Проверить «необходимость конструирования легкого самоходного орудия с 75-м м пушкой L-70. В противном случае (если придется отказаться от этой конструкции) заменить его легким самоходным орудием с 75-мм пушкой L-48 и бронетранспортером для пехоты».